# Saccharodite metcalfi
Saccharodite metcalfi är en insektsart som beskrevs av Bernhard Zelazny 1981. Saccharodite metcalfi ingår i släktet Saccharodite och familjen Derbidae. Inga underarter finns listade i Catalogue of Life.